# Typhlops golyathi
Typhlops golyathi là một loài rắn trong họ Typhlopidae. Loài này được Dominguez & Moreno mô tả khoa học đầu tiên năm 2009.